# Massimo Mezzetti
Massimo Mezzetti (Roma, 21 maggio 1962) è un politico italiano, dal 12 giugno 2024 sindaco di Modena.

## Biografia
Nato a Roma, da una famiglia di origine abruzzese della provincia dell'Aquila, il padre Lamberto di Rocca Pia e la madre Gilda di Pacentro, è sempre cresciuto a Roma dove si è diplomato al Liceo scientifico statale Plinio Seniore, iscrivendosi poi alla facoltà di lettere e filosofia dell'Università la Sapienza e successivamente alla facoltà valdese di teologia, senza completare gli studi.
Dopo aver lavorato brevemente come contabile, dal 1983 ricoprì vari incarichi dirigenziali della Federazione Giovanile Comunista Italiana a Roma e Modena, dove si trasferì nel 1989; in seguito è stato segretario cittadino del Partito Democratico della Sinistra fino al 1995, anno in cui divenne consigliere comunale e assessore alla cultura, politiche giovanili, sport e città telematica del Comune di Modena. Nel 1996 viene eletto segretario provinciale del Partito Democratico della Sinistra e successivamente dei Democratici di Sinistra. Rimarrà in carica fino al 2001. Dal 1997 al 2001 è stato Presidente dell'Istituto Gramsci di Modena.
Alle elezioni regionali in Emilia-Romagna del 2000 si candida nella lista dei Democratici di Sinistra, in sostegno del presidente Vasco Errani, venendo eletto consigliere e riconfermato anche nelle regionali emiliane-romagnole del 2005 con la lista Uniti nell'Ulivo, andando a presiedere la Commissione consiliare turismo, cultura, scuola, formazione, lavoro e sport della Regione Emilia-Romagna da marzo 2009 al 2010.
Nel 2007 decise di non aderire al nascente Partito Democratico, divenendo tra i fondatori di Sinistra Democratica e poi di Sinistra Ecologia Libertà (SEL) di Nichi Vendola.

### Assessore regionale
Il 10 maggio 2010 viene nominato assessore con deleghe alla cultura e allo sport nella giunta regionale dell'Emilia-Romagna in quota SEL, rimanendo in carica fino al 2020, venendo confermato assessore regionale alla nella Giunta Bonaccini con deleghe alla cultura, alla legalità e politiche giovanili.
In occasione delle elezioni politiche del 2013 fu candidato come capolista al Senato per SEL nella Circoscrizione Emilia-Romagna, ma non venne eletto a causa del mancato superamento della soglia di sbarramento da parte della lista (che ottenne 67 649 voti, pari al 2,71% dei suffragi).
Nel marzo 2017 aderisce ad Articolo 1 - Movimento Democratico e Progressista di Pier Luigi Bersani, Massimo D'Alema e Roberto Speranza.
Dopo l'esperienza politica in Regione, è stato consulente per progetti culturali, in particolare per la Fondazione Modena Arti Visive (FMAV), Presidente della Fondazione Casa di riposo per artisti di teatro melodrammatico "Lyda Borelli" di Bologna, direttore generale del Biografilm Festival di Bologna e Presidente del Consiglio d’Indirizzo della Fondazione AGO – Modena Fabbriche culturali. Dal 2011 al 2024 è stato membro del consiglio di amministrazione del Museo dell'ebraismo italiano e della Shoah.

### Sindaco di Modena
In vista delle elezioni amministrative del 2024 viene candidato a sindaco di Modena come indipendente di sinistra, sostenuto da Partito Democratico, Movimento 5 Stelle, Alleanza Verdi e Sinistra, Azione e le liste civiche Modena Civica, Piazza Futura (sostenuta da Volt Italia) e Uniti per Modena (sostenuta da +Europa, Radicali Italiani, Italia Viva e Partito Socialista Italiano), venendo eletto al primo turno con il 63,88% dei voti.

## Vita privata
Si sposa in prime nozze con Angela Benassi (1961-2012), con cui ha il figlio Matteo nel 1993; successivamente si risposa con Arianna Barbieri.